# Lingue chamiche
Le lingue chamiche, note anche come Chamic, Aceh-Chamic e Achinese-Chamic, sono un gruppo di dieci lingue parlate ad Aceh (Sumatra, Indonesia) e in alcune parti della Cambogia, Thailandia, Vietnam e di Hainan, Cina. Le lingue chamiche sono un sottogruppo delle lingue maleo-sumbawan della famiglia austronesiana. L'antenato di questa sottofamiglia, il proto-Chamic, è associato al regno di Champa e alla cultura di Sa Huỳnh (Età del ferro), i cui locutori arrivarono in quello che oggi è il Vietnam, provenienti dal Borneo o forse dalla penisola malese.
Dopo l'achinese, con 3,5 milioni, il Jarai e il chăm sono le lingue Chamic più parlate, con circa 230.000 e 280.000 parlanti rispettivamente, sia in Cambogia che in Vietnam. Lo Tsat è il più settentrionale e il meno parlato, con solo 3 000 locutori.

## Storia
Il Cham ha la storia letteraria più antica di qualsiasi lingua austronesiana. L'iscrizione Đông Yên Châu, scritta in Old Cham, risale alla fine del IV secolo d.C.
Gli estesi prestiti risultanti da contatti a lungo termine hanno fatto sì che le lingue camiche e quelle banariche (Bahnaric), un ramo della famiglia austroasiatica, avessero molti elementi di vocabolario in comune.